# Federación Andaluza de Balonmano
La Federación Andaluza de Balonmano (FABM) es el organismo que gestiona el balonmano en Andalucía.

## Sede
Las oficinas centrales de este organismo se encuentran situadas en la Calle Santa Paula, 23, en Granada.
A su vez tiene oficinas en las diferentes provincias de la comunidad, correspondientes a las Delegaciones Territoriales:
- Almería: Avda. de la estación, 2 - Entresuelo F
- Cádiz: Avda. Juan R. de Carranza, s/n - 2ª planta - Complejo Deportivo Ciudad de Cádiz
- Córdoba: C/ José Ramón García Fernández s/n. Estadio Municipal El Arcángel 4ª planta
- Granada: C/ Santa Paula, 23 - 1º
- Huelva: C/ Alfonso XII, 34
- Jaén: C/ San Lucas, 34
- Málaga: C/ Aristófanes, 4 - Local 10
- Sevilla: C/ Benidorn, 5

## Competiciones
La Federación Andaluza de Balonmano es la federación que organiza y coordina las siguientes competiciones:
- Copa de Andalucía Masculina y Femenina
- Benjamín mixto, femenino y masculino
- Alevín masculino y femenino
- Infantil masculino y femenino
- Cadete masculino y femenino
- Juvenil Masculino y femenino
- Primera masculina y femenina